# Hramotne
Hramotne (ukrainisch Грамотне;  russisch Грамотное Gramotnoje, polnisch Hramitny) ist ein Bergdorf im Süden der ukrainischen Oblast Iwano-Frankiwsk mit etwa 370 Einwohnern (2001).

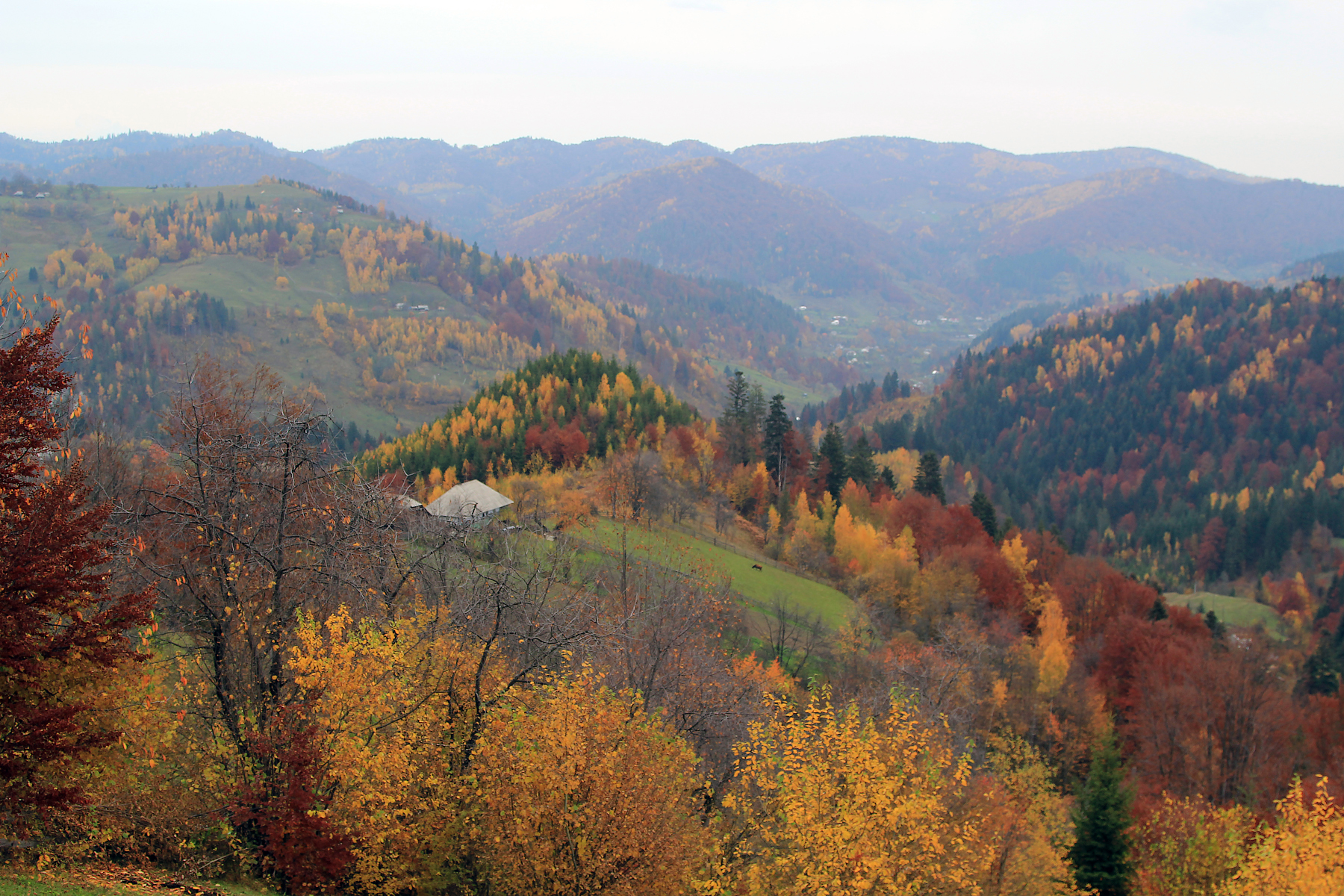
Blick auf das Dorf

Das im 18. Jahrhundert in Pokutien gegründete Dorf (eine andere Quelle gibt das Jahr 1788 als Gründungsjahr an) liegt am Ufer des Hramitnyj (Грамітний), einem 14 km langen Gebirgsbach der Waldkarpaten (Flusssystem des Bilyj Tscheremosch) etwa 55 km südlich vom Rajonzentrum Werchowyna und etwa 160 km südlich vom Oblastzentrum Iwano-Frankiwsk.
Am 12. Juni 2020 wurde das Dorf ein Teil der neu gegründeten Landgemeinde Biloberiska im Rajon Werchowyna, bis dahin war es ein Teil der Landratsgemeinde Probijniwka im Süden des Rajons.